# Currie Cup Premier Division 2007
La Currie Cup Premier Division de 2007 fue la sexagésima novena edición del principal torneo de rugby provincial de Sudáfrica.
El campeón fue el equipo de Free State Cheetahs quienes obtuvieron su cuarto campeonato.

## Sistema de disputa
El torneo se disputó en formato liga donde cada equipo se enfrentó a los equipos restantes, luego los mejores cuatro clasificados disputaron semifinales y final.

## Clasificación
| Pos. | Equipo              | Encuentros | Encuentros | Encuentros | Encuentros | Tantos | Tantos | Tantos | Puntos Bonus | Puntos |
| Pos. | Equipo              | PJ         | PG         | PE         | PP         | F      | C      | Dif    | PB           | Puntos |
| ---- | ------------------- | ---------- | ---------- | ---------- | ---------- | ------ | ------ | ------ | ------------ | ------ |
| 1.º  | Free State Cheetahs | 14         | 13         | 0          | 1          | 566    | 251    | 315    | 8            | 60     |
| 2.º  | Natal Sharks        | 14         | 10         | 0          | 4          | 410    | 272    | 138    | 11           | 51     |
| 3.º  | Golden Lions        | 14         | 9          | 0          | 5          | 403    | 229    | 174    | 6            | 42     |
| 4.º  | Blue Bulls          | 14         | 8          | 0          | 6          | 424    | 282    | 142    | 7            | 39     |
| 5.º  | Western Province    | 14         | 8          | 0          | 6          | 378    | 307    | 71     | 7            | 39     |
| 6.º  | Griquas             | 14         | 5          | 0          | 9          | 374    | 432    | -58    | 7            | 27     |
| 7.º  | Boland Cavaliers    | 14         | 3          | 0          | 11         | 239    | 602    | -363   | 6            | 18     |
| 8.º  | Falcons             | 14         | 0          | 0          | 14         | 292    | 711    | -419   | 5            | 5      |

|  | Semifinalistas. |
|  | Promoción.      |

### Semifinales
| 13 de octubre | Free State Cheetahs | 11 - 6 | Blue Bulls | Bloemfontein, |  |

| 13 de octubre | Natal Sharks | 12 - 19 | Golden Lions | Kings Park Stadium, Durban |  |

### Final
| 27 de octubre | Free State Cheetahs | 20 - 18 | Golden Lions | Bloemfontein, |  |

| Bandera de Sudáfrica        |
| Campeón Free State Cheetahs |
| Cuarto título               |

## Promoción

### Grupo 1
| 13 de octubre | Boland Cavaliers | 42 - 13 | Mighty Elephants |  |  |

| 20 de octubre | Mighty Elephants | 21 - 26 | Boland Cavaliers |  |  |

- Los Cavaliers mantienen la categoría para la próxima temporada.

### Grupo 2
| 12 de octubre | SWD Eagles | 17 - 22 | Falcons |  |  |

| 20 de octubre | Falcons | 21 - 11 | SWD Eagles |  |  |

- Los Falcons manutienen la categoría para la próxima temporada.